# Jerry Bengtson
Jerry Ricardo Bengtson Bodden (Santa Rosa de Aguán, 1987. április 8. –) hondurasi válogatott labdarúgó, jelenleg a New England Revolution játékosa. Posztját tekintve csatár.

## Sikerei, díjai
CD Motagua
- Hondurasi bajnok (1): 2010–11 Clausura

Egyéni
- Hondurasi gólkirály (3):  2009–10 Clausura, 2010–11 Apertura, 2010–11 Clausura

## Külső hivatkozások
- Jerry Bengtson a national-football-teams.com honlapján